# Illes Feni
Babase és un grup d'illes de Papua Nova Guinea, situat a l'est de Nova Irlanda. Formen part de l'arxipèlag Bismarck i administrativament formen part de la província de Nova Irlanda. Les illes més destacades del grup són Ambitle (87 km²) i Babase (23 km²). Són illes volcàniques, en les què encara hi ha activitat geotèrmica. Estan cobertes de selva, les precipitacions arriben als 2.000 mm/any i s'estima que la població que hi viu oscil·la entre els 1.500 i els 2.000 habitants.